# 阿里·恰格雷汗
阿里·恰格雷汗（Ali，？—1160年），西喀喇汗国第15代汗，哈桑·克雷奇·桃花石汗之子。西喀喇汗国是西辽的属国，伊卜拉欣三世死后，阿里·恰格雷汗即位，结束了阿里系在撒马尔罕的统治。他联合西辽、东喀喇汗攻打花剌子模支持的葛逻禄，最后达成合约，他死后，侄子马黑木三世和儿子馬斯烏德二世争位。
| 前任： 伊卜拉欣三世 | 西喀喇汗国可汗 1156年—1160年 | 繼任： 马黑木三世 |